# Herb gminy Słupca
Herb gminy Słupca – jeden z symboli gminy Słupca, ustanowiony 30 grudnia 2002.

## Wygląd i symbolika
Herb przedstawia na tarczy koloru zielonego złoty snop zboża (nawiązanie do rolniczego charakteru gminy), otoczony czterema srebrnymi krzyżami ułożonymi symetrycznie, w krzyż.